# Al-Manzilah
Al-Manzilah es un distrito de la gobernación de Dacalia, Egipto. En julio de 2017 tenía una población estimada de 360 649 habitantes.
Se encuentra ubicado al norte del país, cerca de un ramal del Nilo denominado Damieta, en el delta del Nilo.